# Charles Goodhart
Charles Albert Eric Goodhart CBE, FBA (* 23. října 1936) je britský ekonom, který byl členem Výboru pro měnovou politiku Anglické centrální banky (Bank of England's Monetary Policy Committee) od června 1997 do května 2000. Byl také profesorem na London School of Economics od roku 1985 a od 2002 se stal emeritním profesorem tamtéž. Je autorem Goodhartova pravidla (Goodhartova zákona), které je po něm pojmenováno. Jeho otcem byl Lehman Goodhart a bratrem William Goodhart.

## Vzdělání
Charles Albert Eric Goodhart chodil na Eton college, na Trinity college a na Harvard, kde studoval postgraduální školu umění a věd.

## Kariéra
- Národní služba (1955-57)
- Asistent v oboru ekonomie, Cambridge University (1963-64)
- Ekonomický poradce, ministerstvo hospodářství (UK) (1965-67)
- Přednášející v oboru Měnová ekonomika, London School of Economics (1967-69)
- Bank of England: Poradce s konkrétním odkazem na měnovou politiku (1969-80), Hlavní poradce (1980-85) , Externí člen Výboru pro měnovou politiku (1997-2000)
- Členství v poradním výboru Hong Kong Exchange Fund (1990-97)
- Profesor bankovnictví a financí (1985-2002)
- nyní emeritní profesor a člen skupiny Financial Markets Group, od roku 1987, London School of Economics